# Браћа Лавље Срце
Браћа Лавље Срце (швед. Bröderna Lejonhjärta) назив је романа за децу шведске књижевнице Астрид Линдгрен. Први пут је објављен на јесен 1973. Роман приповеда о два брата, десетогодишњем Карлу и тринаестогодишњем Јонатану, који након смрти долазе у чаробну земљу неиспричаних прича Нангијала, где се боре против тиранина Тенгила и његовог змаја Катле. У књизи се тематизује братска љубав, верност, нада, храброст, пожртвовање и борба за слободу, али и низ необично мрачних и тешких тема за жанр дечје књижевности попут болести, смрти, тираније, издаје, побуне и самоубиства.
Књижевни критичари су књигу дочекали похвалама, иако је било и оних који су је и критиковали због укључења мрачних тема попут смрти и самоубиства. Са друге стране, читаоци су били сагласни у одушевљењу: Јасно је да деца желе приче и то по могућству овакву врсту узбудљивих прича. Тренутно сам затрпана писмима која су ми написала деца - из неколико земаља - која воле „Браћу Лавље Срце”. Никада раније нисам изазвала тако снажну и спонтану реакцију. Роман је до данас преведен на 46 језика. Прво издање на српском језику објављено је 1978. Превод је начинио Чедомир Цветковић. Адаптиран је у истоимени филм, мјузикл и позоришну представу.

## Настанак дела
Астрид Линдгрен је у више наврата објашњавала порекло идеје да напише роман Браћа лавље срце. Наиме, током путовања зимског дана 1972. поред језера Фрикен угледала је на обзорју зору, која ју је инспирисала да пише о далекој земљи: Било је то једно од оних магичних свитања са ружичастим одсјајем над језером - Заиста, надземаљске лепоте, и изненада сам доживела снажно искуство, неку врсту визије јутарњег сјаја људскости. Осетила сам неко просветљење изнутра. Ово могу да преточим у нешто, помислила сам.
Такође, током обиласка гробља у Вимербију, Линдгрен је приметила гвоздени крст са епитафом: Овде почивају крха браћа Јохан Магнус и Ахатес Фален, умрла 1860. То ју је инспирислао да напише причу о два брата и смрти: Изненада сам знала да ће моја следећа књига бити о смрти и о ова два мала брата.